# لونوگاما
لونوگاما (به لاتین: Lunugama) یک منطقهٔ مسکونی در سری‌لانکا است که در ناحیه گامپاها واقع شده‌است.